# Scleria minor
Scleria minor är en halvgräsart som först beskrevs av Nathaniel Lord Britton, och fick sitt nu gällande namn av Witmer Stone. Scleria minor ingår i släktet Scleria och familjen halvgräs. Inga underarter finns listade i Catalogue of Life.